# Авіаносці типу «Кітті-Хок»
Авіаносці типу «Кітті-Хок» (англ. Kitty Hawk-class aircraft carrier) — серія важких ударних авіаносців США 1960-х років.

## Історія створення
Авіаносці типу «Кітті-Хок» — останні та найпотужніші американські авіаносці зі звичайною силовою установкою. Представляють вдосконалений варіант авіаносців типу «Форрестол».
Кораблі будувались парами та мають невеликі конструктивні відмінності. «Кітті-Хок» та «Констелейшн» будувались за проєктом 127A, «Америка» — за проєктом 127B, «Джон Кеннеді» — за проєктом 127C.

## Конструкція

### Корпус
Порівняно з прототипом, принципові зміни архітектури авіаносців торкнулись розташування літакопідйомників: тепер два з них розташовувались попереду острівної надбудови та призначались для подачі літаків до носових катапульт, кормові літакопідйомники, відповідно, обслуговували катапульти на кутовій палубі. Остів змістили до корми, позаду нього розташували щоглу з антеною РЛС AN/SPS-39.
Літакопідйомники стали потужнішими та складнішими по конфігурації — вантажопідйомність 40 т, розміри 21,4/25,9x15,9 м. На кораблях були встановлені 4 катапульти типу С-13 довжиною до 95 м, та аерофінішери типу Мк-7-2. Розміри ангара залишились попередніми.
Запас авіаційного палива JP-5 виріс до 6,955 млн л, при цьому ємність цистерн авіабензину зменшилась до 353,5 тис. л. Місткість погребів авіаційного боєзапасу становила 1800 т.

### Система подачі боєприпасів
На авіаносцях типу «Кітті-Хок» вперше була встановлена нова, повністю механізована система зберігання та подачі авіаційних боєприпасів. Система включає в себе:
- конвеєри на ангарній палубі для завантаження елеваторів;
- транспортувальні платформу подачі боєприпасів, що переміщувалась горизонтально через другу палубу від елеваторів верхнього ступеня до елеваторів нижнього ступеня;
- палубні контейнери в погребах.

Система забезпечує подачу вантажів до 4 тонн до постів підготовки літаків, з поетапним відкриванням та закриванням водонепроникних дверей та люків. Вибір боєприпасів здійснювався з центрального поста за допомогою бортового комп'ютера. Швидкість подачі — 50 тонн за 22 хвилини.

### Бронювання
Перші два кораблі серії, «Кітті-Хок» та «Констелейшн», мали бронювання, аналогічне тому, що було на «Форрестолах». На «Америці» застосували 3 броньову палубу загальною товщиною 150 мм. Сумарна товщина вертикальної броні, яка складається з декількох рознесених перебірок, коливається в межах 95-135 мм (проте ці дані, опубліковані у відкритій пресі, є неофіційними; офіційні дані досі засекречені).
На авіаносці «Джон Кеннеді» встановлена нова система протиторпедного захисту. Подробиці її конструкції не розголошуються (так як ця ж схема досі застосовується на авіаносцях типу «Німіц»), проте повідомляється, що в ній використовується пористий наповнювач, на зразок пінопласту.

### Силова установка
Головна енергетична установка авіаносців типу «Кітті-Хок» аналогічна до тієї, що застосовувалась на авіаносцях типу «Форрестол». В ході модернізації потужність електростанції збільшили за рахунок встановлення двох додаткових турбогенераторів потужністю по 750 кВт.

### Озброєння
Авіаносці даного типу були першими, що не мали звичайних зенітних гармат. Озброєння «Кітті-Хок», «Констелейшн» та «Америки» складалось з двох розташованих в кормовій частині спарених ЗРК RIM-2 Terrier з запасом по 40 ракет на кожен комплекс; «Джон Кеннеді» мав 3 ЗРК RIM-7 Sea Sparrow.
На початку 1980-х років ЗРК RIM-2 Terrier на перших трьох авіаносцях замінили на RIM-7 Sea Sparrow з двома чи трьома системами управління Мк-91, а також встановили по 3 20-мм зенітно-артилерійські комплекси Phalanx CIWS.

### Радіоелектронне обладнання
Радіолокаційне обладнання початково складалось з радарів пошуку повітряних цілей AN/SPS-48C/E (дальність дії до 400 км) та AN/SPS-49 (460 км); радарів пошуку повітряних цілей та AN/SPS-67 (дальність до 60 км); навігаційної станції AN/SPS-64. Крім того, «Америка» та «Джон Кеннеді» вперше були оснащені потужними гідроакустичними станціями AN/SQS-23.
Засоби радіоелектронної боротьби включати в себе:
- 4 х 6 пускових установок SRBOS Mk.36 для постановки завад. На борту був запас гранат ІЧ-пастками, протирадіолокаційними відбивачами та іншими спеціальними засобами створення фальшивих цілей;
- SSTDS — система захисту від торпед;
- SLQ-36 «Ніксі» — буксирована торпедна пастка для акустичних торпед;
- AN/SLQ-32 — станція радіотехнічної розвідки.

На авіаносці «Джон Кеннеді» встановили телевізійну систему контролю зльоту та посадки літаків.
Інформацію, що надходить від засобів радіолокаційного спостереження та радіоелектронної боротьби, аналізує бортовий обчислювальний комплекс NTDS, який видає відповідні рекомендації.

### Вартість проєкту
Вартість побудови кораблів (в поточних цінах):
- «Кітті-Хок» — 265,2 млн дол.;
- «Констелейшн» — 264,5 млн дол.;
- «Америка» — 248,8 млн дол.;
- «Джон Кеннеді» — 277 млн дол.

Вартість модернізації «Кітті-Хок» за програмою SLEP — 717 млн дол.

## Представники
| Назва                        | Номер | Верф                              | Закладений           | Спущений на воду    | Вступив у стрій     | Доля                                                                                   |
| ---------------------------- | ----- | --------------------------------- | -------------------- | ------------------- | ------------------- | -------------------------------------------------------------------------------------- |
| Підтип Кітті-Хок             |       |                                   |                      |                     |                     |                                                                                        |
| Кітті-Хок Kitty Hawk         | CV-63 | New York Shipbuilding Corporation | 27 грудня 1956 року  | 21 травня 1960 року | 29 квітня 1961 року | виведений зі складу флоту 31 січня 2009 року, у резерві                                |
| Констелейшн Constellation    | CV-64 | New York Naval Shipyard           | 14 вересня 1957 року | 8 жовтня 1960 року  | 27 жовтня 1961 року | виведений зі складу флоту 7 серпня 2003 року, утилізований у 2014                      |
| Америка America              | CV-66 | NNS                               | 9 січня 1961 року    | 1 лютого 1964 року  | 23 січня 1965 року  | виведений зі складу флоту 9 серпня 1996 року, потоплений як мішень 14 травня 2005 року |
| Підтип Джон Кеннеді          |       |                                   |                      |                     |                     |                                                                                        |
| Джон Кеннеді John F. Kennedy | CV-67 | NNS                               | 22 жовтня 1964 року  | 27 травня 1967 року | 7 вересня 1968 року | виведений зі складу флоту 1 серпня 2007 року                                           |

## Галерея

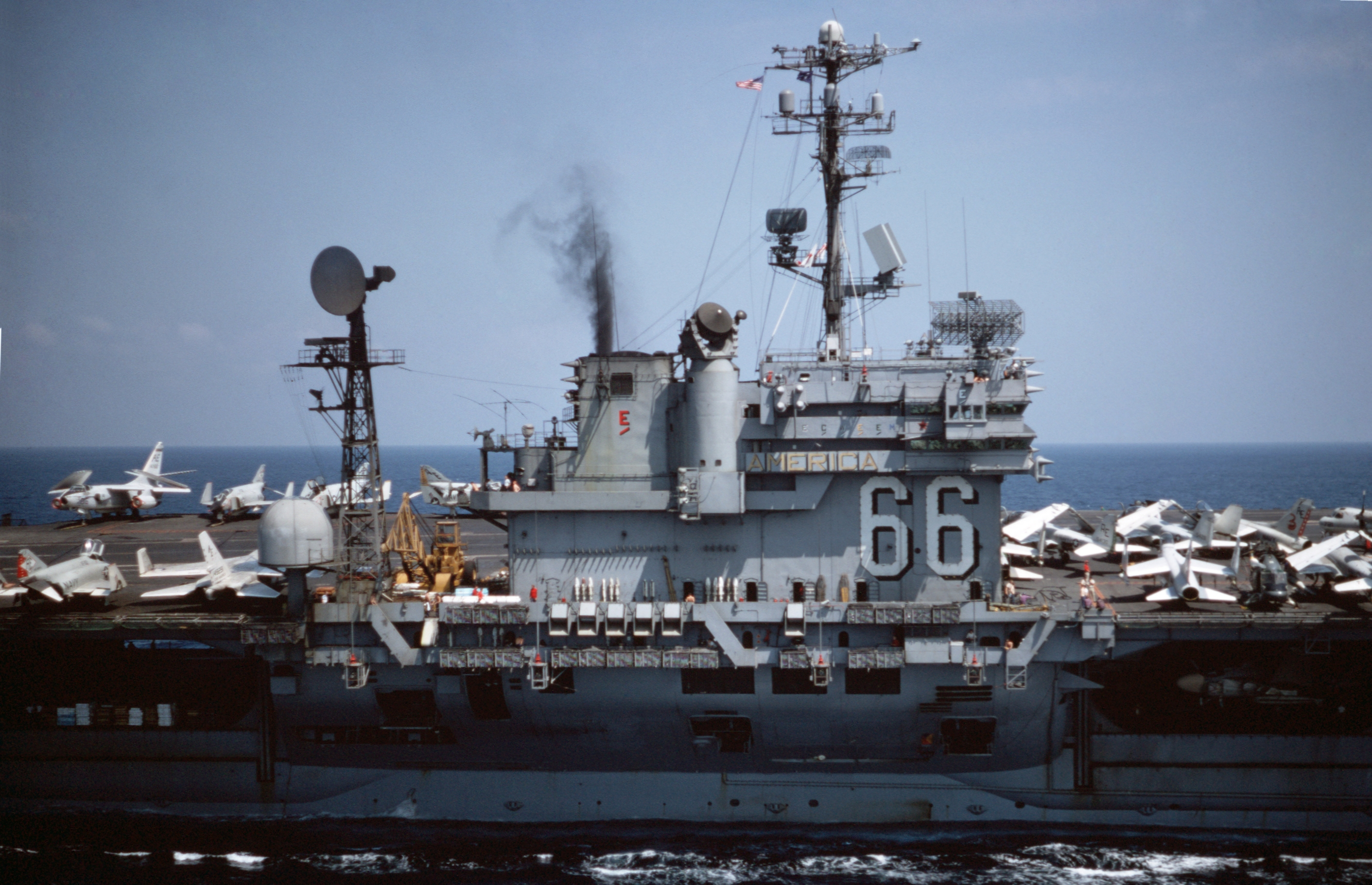
«Америка», середина 1970-х років
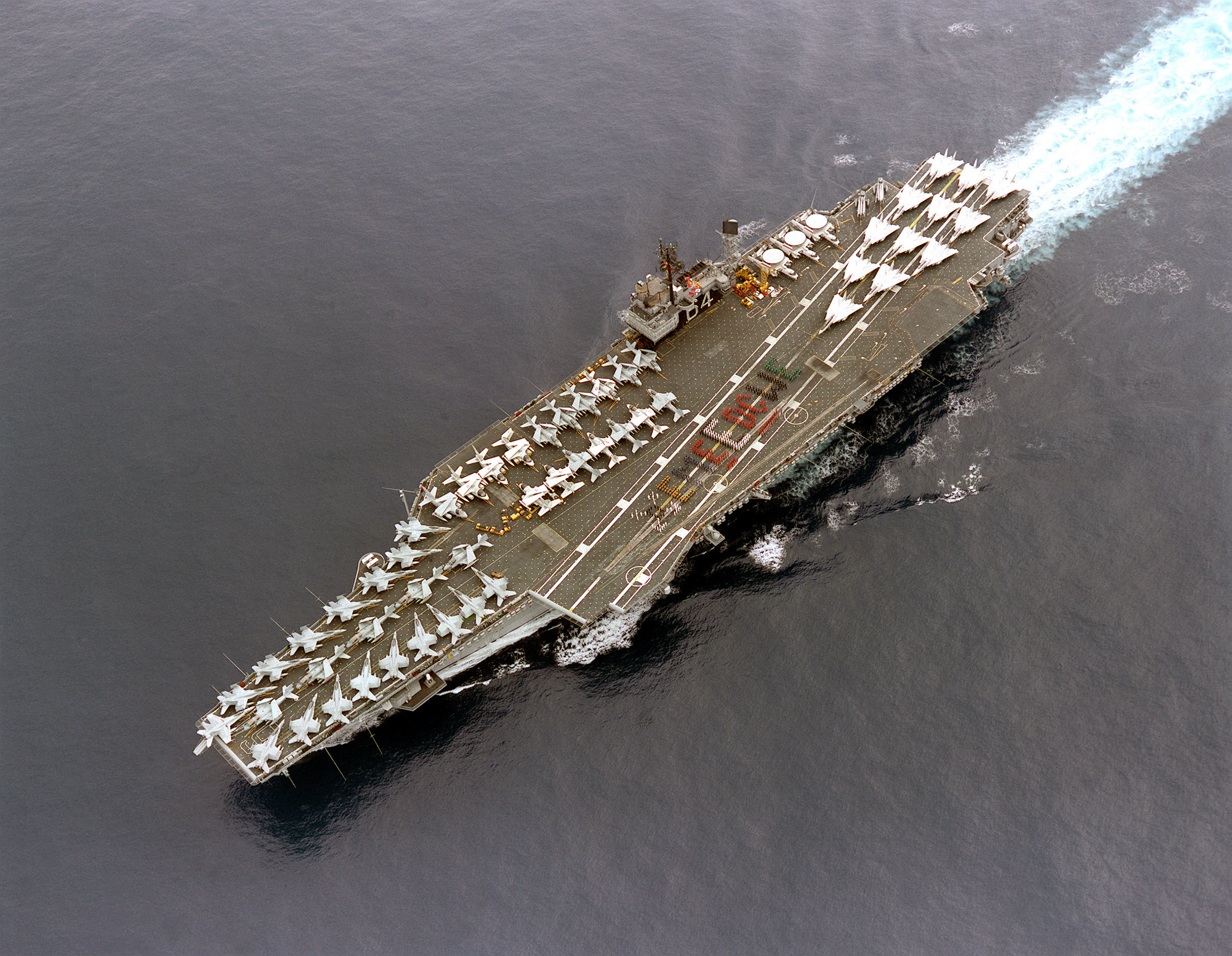
«Констелейшн», вид з висоти пташиного польоту.
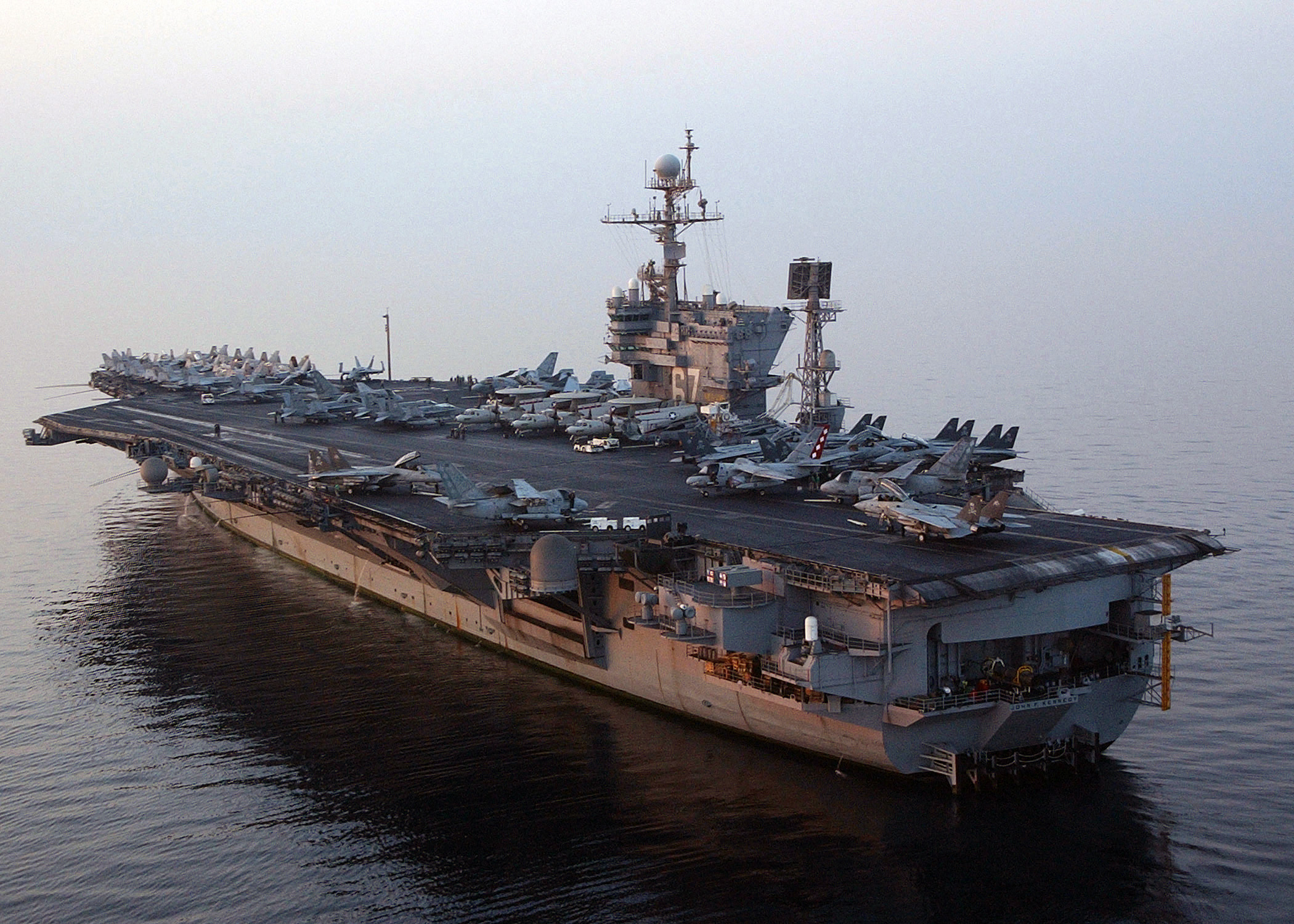
«Джон Кеннеді»
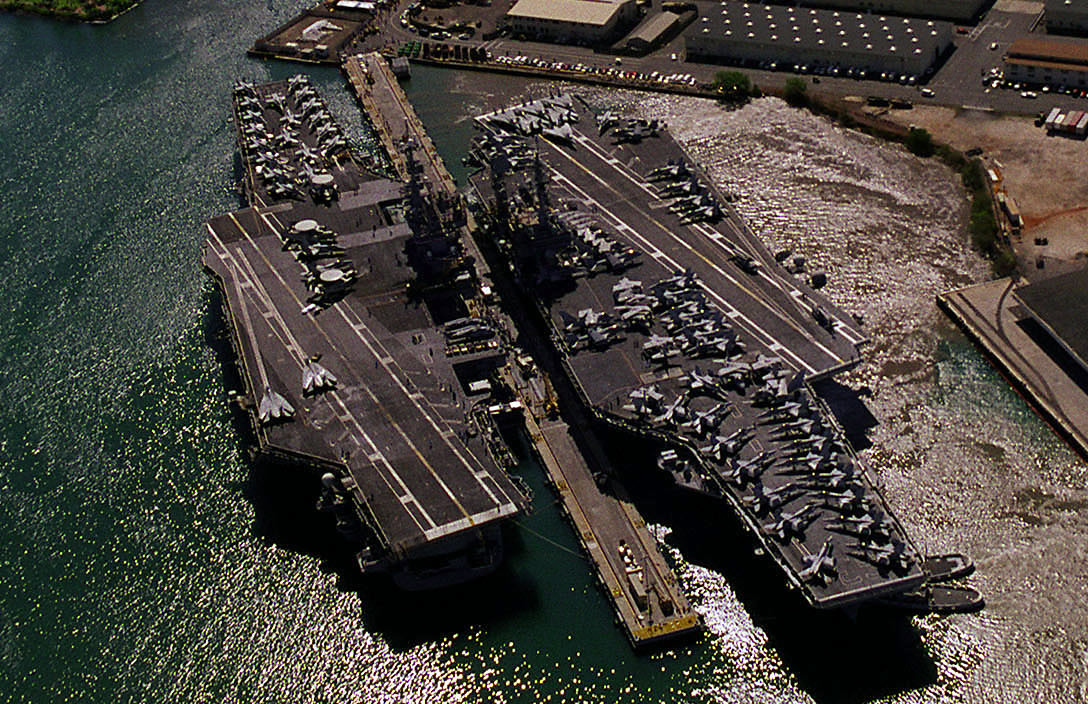
«Індепенденс» (зліва) та «Кітті-Хок» (справа)
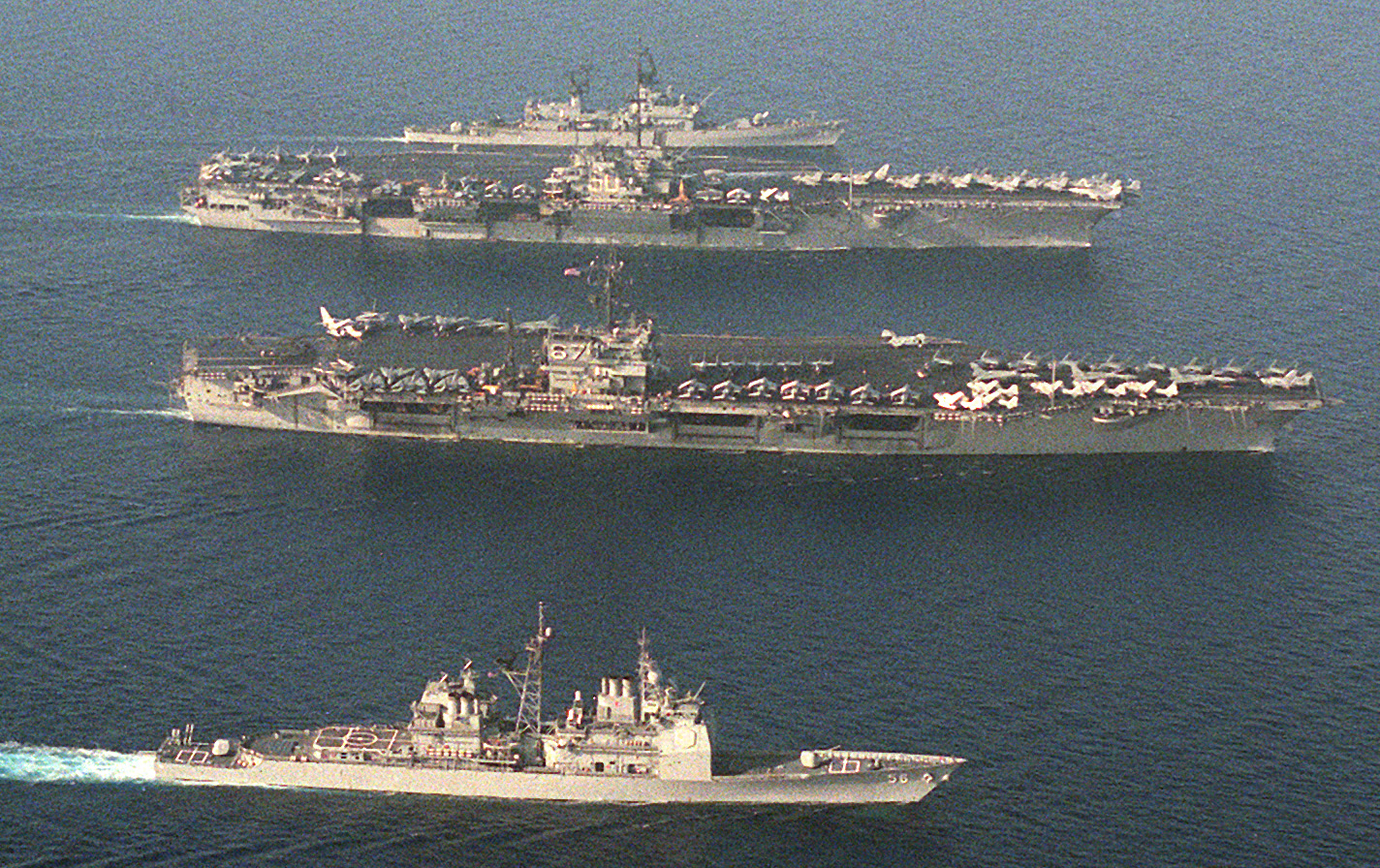
«Джон Кеннеді» та «Саратога»